# Чо Хунхён
Чо Хунхён (кор. 조훈현?, 曺薰鉉?, род. 10 марта 1953 года) — корейский го-профессионал 9 дана, считающийся одним из сильнейших игроков Кореи всех времён. Чо Хунхён 150 раз завоёвывал различные титулы го, что является наибольшим достижением среди игроков вообще. В 1980 году он являлся обладателем всех 9 тогда существовавших корейских титулов го.

## Ранние годы (1962—1982)
Чо Хунхён начал изучать го в возрасте 4 лет. Он быстро прогрессировал и получил разряд первого профессионального дана в 1962 году в возрасте 9 лет. В 1963 Чо Хунхён был приглашён в Японию для изучения го под руководством японских мастеров. Изначально он собирался учиться у Китани Минору, но его наставником стал Кэнсаку Сэгоэ, который обучал Го Сэйгэна и Утаро Хасимото. В тот момент Чо уже был уже профессионалом 2го дана в Корее, но в Японии его разряд приравняли к 4 кю.
Три года спустя Чо Хунхён сдал экзамены на получение профессионального ранга в Японии и стал первым игроком, имевшим профессиональные сертификаты двух ассоциаций го. После этого он начал брать уроки у Хидэюки Фудзисавы, с которым впоследствии сохранял дружеские отношения до смерти Фудзисавы в 2009 году. В 1972 году Чо был вынужден вернуться в Корею для прохождения службы в армии, что весьма огорчило его первого учителя Кэнсаку Сэгоэ и по одной из версий является причиной самоубийства Сэгоэ, свершившегося 27 июля 1972 года. В 1973 завоевал свой первый титул го — Чхэкови.
В 1977 Чо выиграл титул Пхэван, который он далее удерживал до 1992 года. В 1980 он одновременно удерживал 9 разных корейских титулов го.

## Первый корейский 9 дан (1982—2004)
В 1982 Чо Хунхён получил высший разряд — 9 профессиональный дан и стал первым корейцем, достигшим этого уровня. Он стал единственным корейским игроком, получившим приглашение на 1й Кубок Инга, в котором также участвовало по 6 игроков из Японии и Китая. Чо дошёл до финала кубка, где сошёлся в матче за кубок с китайским игроком Не Вэйпином; в финальном пятом матче Чо выиграл под сдачу[уточнить] и стал обладателем кубка.
В 1984 году Чо Хунхён взял в ученики молодого игрока Ли Чхан Хо. Уже через 2 года Ли получил профессиональный разряд и начал бороться со своим учителем за титулы. В 1989 Ли впервые одолел Чо в 29 розыгрыше титула Чхэкови.

## Настоящее время (с 2004 года)
В настоящее время в корейском го доминирует волна новых молодых игроков, включающая как ученика Чо Ли Чхан Хо, так и Ли Седола, Пака Ён Хуна и Чхве Чхоль Хана. 
В прошлом я был силён во всём многообразии игры. Я мог играть ночами напролёт помногу. Но теперь у меня недостаточно физической силы. Сейчас мне уже сложно играть по 50 партий в год. Молодые игроки сильны, как вы знаете. В турнирах нужно сыграть много профессиональных партий. Иногда мне приходится сдаться уже после первой игры. Поэтому сейчас у меня очень много свободного времени... Я, в каком-то смысле, аутсайдер, участвующий в отборочных играх, а не в финалах.
С момента своего последнего выигрыша крупного титула в 2002, Чо Хунхён начал увлекаться гольфом, скалолазанием и другими хобби. В 2010 он завоевал свой 150й титул, победив своего давнего соперника Со Бонсу в 1-м розыгрыше Кубка Daejoo — турнира для игроков старшего возраста.

## Титулы
Чо Хунхён занимает 1 место по количеству титулов го в Корее и 3 место по количеству выигранных международных титулов.
| Корея            | Корея                                                                 | Корея                                        |
| Титул            | Победитель                                                            | Финалист                                     |
| ---------------- | --------------------------------------------------------------------- | -------------------------------------------- |
| Куксу            | 16 (1976—1985, 1988, 1989, 1991, 1992, 1998, 2000)                    | 8 (1986, 1987, 1993—1996, 1999, 2001)        |
| Мёнин            | 12 (1977, 1979—1981, 1984—1990, 1997)                                 | 7 (1973, 1978, 1983, 1991, 1998, 2000, 2003) |
| Чхонвон          |                                                                       | 2 (1996, 2002)                               |
| Кубок KBS        | 11 (1980, 1981, 1984, 1986, 1987, 1989, 1990, 1992, 1996, 1997, 1999) | 2 (1991, 1994)                               |
| Кубок Daejoo     | 2 (2010, 2013)                                                        | 1 (2011)                                     |
| Ванви            | 13 (1976—1979, 1981—1989)                                             | 7 (1990, 1992, 1994, 1997, 1998, 2001, 2003) |
| Кисон            | 2 (1990, 1992)                                                        | 7 (1991, 1993—1996, 1998, 2003)              |
| Кубок BC Card    | 2 (1990, 1995)                                                        | 4 (1991, 1992, 1994, 1996)                   |
| Пэдалван         |                                                                       | 1 (1996)                                     |
| Чхэкови          | 15 (1973, 1974, 1976—1979, 1981—1988, 1992)                           | 8 (1980, 1989, 1990, 1993—1997)              |
| Gukgi            | 12 (1975—1979, 1981—1987)                                             | 3 (1980, 1988, 1992)                         |
| Пхэван           | 20 (1977—1992, 1997—2000)                                             | 2 (1993, 2001)                               |
| Тэван            | 8 (1983, 1985—1987, 1989, 1990, 1994, 1995)                           | 2 (1988, 1997)                               |
| Кубок Baccus     | 6 (1983, 1985, 1987—1989, 1994)                                       |                                              |
| Дэван            | 7 (1983—1987, 1989, 1993)                                             | 3 (1993, 1995, 1996)                         |
| Кубок Paedel     | 1 (1996)                                                              | 5 (1993—1995, 1997, 1999)                    |
| Кубок KT         | 1 (2002)                                                              |                                              |
| Киван            | 12 (1979, 1981, 1982, 1984—1987, 1989—1992, 1995)                     | 3 (1983, 1988, 1993)                         |
| Кубок SBS TV     |                                                                       | 1 (1994)                                     |
| Синъэй           |                                                                       | 1 (1971)                                     |
| Всего            | 140                                                                   | 67                                           |
| Континентальные  |                                                                       |                                              |
| Кубок Asian TV   | 2 (2000, 2001)                                                        | 3 (1992, 1995, 2002)                         |
| Всего            | 2                                                                     | 3                                            |
| Международные    |                                                                       |                                              |
| Кубок Инга       | 1 (1988)                                                              |                                              |
| Кубок LG         |                                                                       | 1 (2002)                                     |
| Кубок Samsung    | 2 (2001, 2002)                                                        |                                              |
| Кубок Chunlan    | 1 (1999)                                                              |                                              |
| Кубок Fujitsu    | 3 (1994, 2000, 2001)                                                  | 1 (1993)                                     |
| Кубок Tong Yang  | 2 (1994, 1997)                                                        |                                              |
| Всего            | 9                                                                     | 3                                            |
| Общее количество |                                                                       |                                              |
| Всего            | 150                                                                   | 72                                           |